# Korsør Station
Korsør Station er en dansk jernbanestation i Korsør.
Stationen, som ligger i det nordlige Korsør, blev indviet i 1997 i forbindelse med åbningen af Storebæltsforbindelsens jernbanedel som afløsning for den gamle station ved det gamle jernbanefærgeleje.

## Galleri
- InterCity mod Fyn.
- Perronoverdækning og gangbro.
- Kig mod øst og endnu en gangbro.
- Kiosken Nødsporet i stationsbygningen.
- Stationsbygningen.
- Busterminalen.

## Antal rejsende
Ifølge Østtællingen 2008 var udviklingen i antallet af dagligt afrejsende:
| År   | Antal |
| ---- | ----- |
| 2003 | 1.173 |
| 2004 | 1.149 |
| 2005 | 1.254 |
| 2006 | 1.137 |
| 2007 | 1.180 |
| 2008 | 1.232 |